# 카를 카르스텐스
카를 발터 클라우스 카르스텐스(독일어: Karl Walter Claus Carstens,  독일어 발음: [kaʁl ˈkaʁstn̩s] ( 듣기), 1914년 12월 14일~1992년 5월 30일)는 서독의 정치인이며, 1979년부터 1984년까지 제5대 서독의 대통령직에 있었다.

## 생애
브레멘에서 태어나 1933년부터 1946년까지 프랑크푸르트, 디종, 뮌헨, 쾨니히스베르크, 함부르크의 대학들에서 법학과 정치학을 수학하였다. 1949년 예일 로스쿨에서 법학 석사를 취득하였다.
1940년 국가 사회주의 독일 노동당에 입당하여, 자신이 법학생이었을 때 해로운 대우를 피하였다. 카르스텐스 자신은 이미 1933년에 나치스의 준군사적 기구 사회당에 가입되어 있었다.
제2차 세계대전 동안에 카르스텐스는 고사포 포병대 소위로 근무하였다. 전쟁이 끝나자, 브레멘에서 변호사가 되었고 1955년 기독교 민주연합에 입당하였다.
1960년에 외무부의 서기로서 정부에 들어갔다. 같은 해, 쾰른 대학교의 국제법, 공법 교수로 임명되었다. 1966년부터 1969년까지 대연합 정부 시기에 1968년 연방총리청장을 지내다가 국방부의 서기를 지냈다.
1972년에 하원 의원으로 선출되어 1979년까지 그 직에 있었다. 1973년 5월부터 1976년 10월까지 기독교 민주연합/기독교 사회연합 의회 단체의 의장을 지내면서, 독일 사회에서 좌익 경향의 비평에 솔직한 말을 하였고 기독교 사회연합의 좌익 과격주의자들에 대한 너무 연한 정책을 고발하였다. 그는 또한 작가 하인리히 뵐을 좌익 테러의 후원자로서 비난하기로 유명하였다.
1976년 12월 14일 기독교 민주/사회 연합을 큰 단체로 만든 국회에서 열린 총선에서 하원 의원의 의장으로 뽑혔다.
1979년 5월 23일 독일 연방 공화국의 5대 대통령으로 선출되어, 재임 기간 동안에 정치와 국민 사이의 격차를 줄이는 명령에서 독일을 인상하기로 잘 알려졌다.
1983년 1월 7일 카르스텐스는 하원의 해산에도 불구하고, 새 선거를 실시하였다. 2월에 카르스텐스의 결정은 연방 헌법 재판소에 의하여 찬성되어 선거를 실시할 수 있게 되었다. 1984년 자신의 나이에 재선을 향하지 않기로 결정하고, 6월 30일에 사임하였다.
1992년 5월 30일 메켄하임에서 사망하였다.

## 역대 선거 결과
| 선거명      | 직책명        | 대수 | 정당                | 득표율 | 득표수 | 결과 | 당락 |
| ----------- | ------------- | ---- | ------------------- | ------ | ------ | ---- | ---- |
| 1979년 선거 | 독일의 대통령 | 5대  | 독일 기독교민주연합 | 51.0%  | 528표  | 1위  |      |